# Малое Седельниково
Малое Седельниково — деревня в Сысертском районе Свердловской области России. Входит в Сысертский муниципальный округ.
Ранее деревня входила в состав Патрушевского сельсовета Сысертского района.

## Географическое положение
Малое Седельниково расположено в лесостепной местности, среди полей и лугов в верхнем течении реки Арамилки (правого притока Исети), которая течёт с запада на восток и в этом месте образует несколько небольших прудов. Деревня находится в 10 километрах к югу от Екатеринбурга, к западу от города Арамили и в 19 километрах (по автодорогам в 26 километрах) к северо-северо-западу от города Сысерти. С запада к Малому Седельникову примыкает более крупная деревня Большое Седельниково. В деревне Малое Седельниково располагаются коллективные сады «Родонит», «Берёзка» и «Локомотив». В 6 километрах к юго-западу от деревни находится грузовая станция Седельниково Свердловской железной дороги.

## История деревни
Деревня была основана неподалёку от месторождения родонита, когда в 1792 году в этих местах был найден камень малинового цвета, названный орлец и началось освоение Малоседельниковского месторождения родонита. Первоначально месторождение принадлежало царской семье и подчинялось непосредственно Кабинету Его Величества. Сейчас старинный рудник является геологическим памятником природы.

## Часовня
В 1878 году деревянная часовня была перенесена из села Большого Седельникова и освящена в честь святого великомученика Георгия Победоносца.

## Инфраструктура
Добраться до деревни можно на проходящем автобусе из Сысерти.  

## Население
| 2002 | 2010 | 2021 |
| ---- | ---- | ---- |
| 19   | ↗61  | ↗153 |